# Trechus nebulosus
Trechus nebulosus är en skalbaggsart som beskrevs av Barr. Trechus nebulosus ingår i släktet Trechus och familjen jordlöpare. Inga underarter finns listade i Catalogue of Life.